# Liutsvinda
Liutsvinda, Liutvinda ali Liutvind je bila okoli leta 850 ljubica kasnejšega kralja Karlmana Bavarskega in z  njim mati cesarja Arnulfa Koroškega, * neznano, † pred 891. 
O njej je znano, da je sin Arnulf 9. marca 891 kmetijo Erding, ki je bila Liutsvindin fevd,  podaril salzburški škofiji in Liutsvindo v darovnici tudi poimenoval. Da bi na dvor prišla pred smrtjo Karlmanovega očeta Ludvika Nemškega leta 876, je malo verjetno. Vdovstvo je preživljala v Moosburgu an der Isar z dohodki iz okoliških posesti in opatije Moosburg.
Liutsvindino poreklo ni dokazano in je zato v sporno. V Arnulfovi listini je imenovana nobilissima femina (najplemenitejša gospa), kar je v sodobnih raziskavah pripomoglo k njeni hipotetični uvrstitvi med Liutpoldinge, vsekakor pa kaže na poreklo, "ki je bilo povsem primerno za nevesto karolinškega princa".